# Ordem de Rio Branco
Ordem do Rio Branco é uma condecoração oferecida pelo Governo do Brasil.
Possui os seguintes graus: Grã-Cruz, Grande Oficial, Comendador, Oficial e Cavaleiro, além duma Medalha anexa à Ordem. É concedida, em princípio, no dia 20 de abril (Dia do Diplomata, data de nascimento do Barão do Rio Branco), em Brasília, no Distrito Federal.

## História
A Ordem do Rio Branco foi instituída pelo então presidente da República João Goulart, pelo Decreto nº 51.697, de 5 de fevereiro de 1963. Posteriormente, os Decretos nº 66.434, de 10 de abril de 1970, e nº 73.876, de 29 de março de 1974, alteraram, consecutivamente, o regulamento da Ordem.

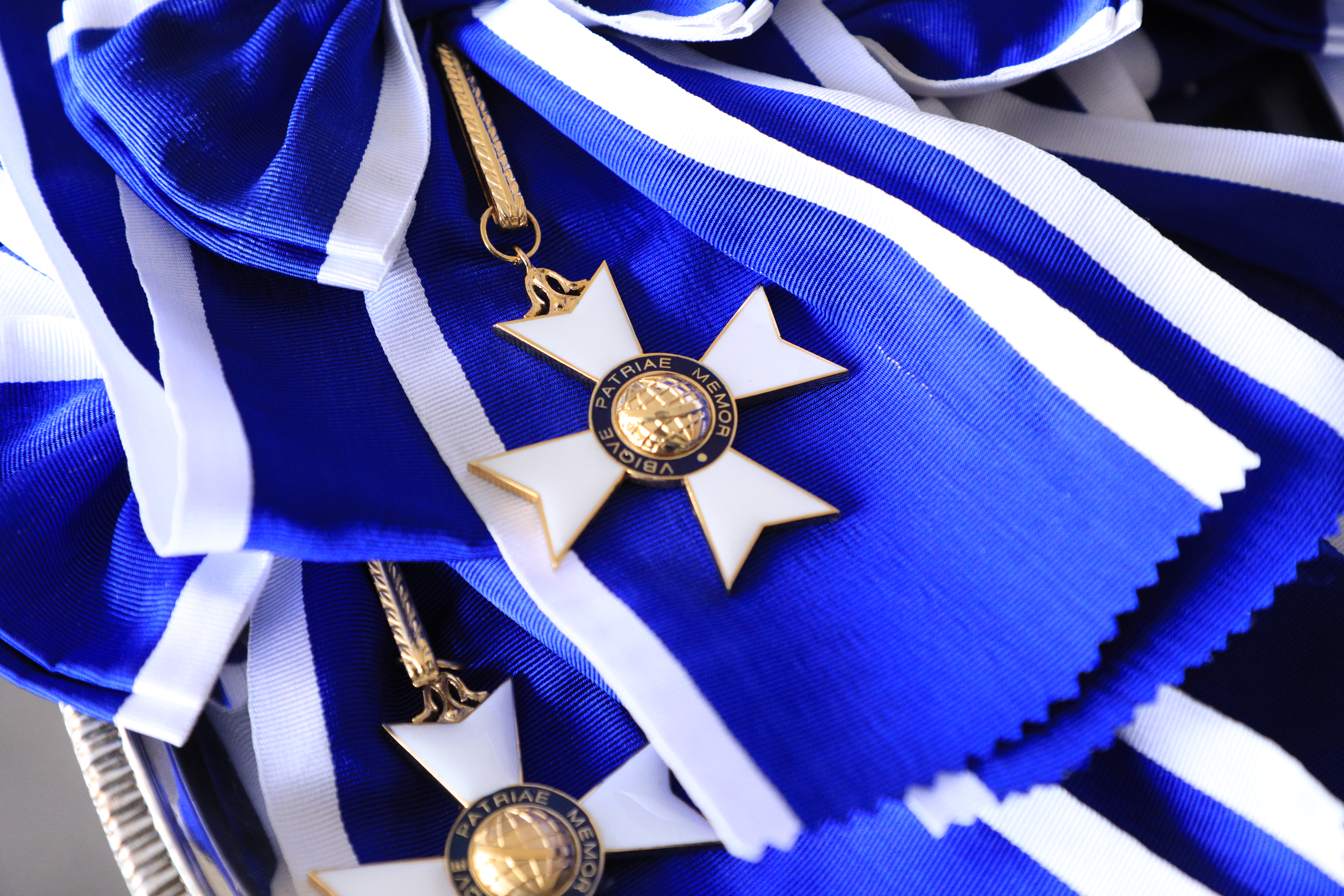
Detalhe no pendente da faixa da Ordem de Rio Branco

É destinada a galardoar os que, por qualquer motivo ou benemerência, se tenham tornado merecedores do reconhecimento do Governo Brasileiro, servindo para estimular a prática de ações e feitos dignos de honrosa menção, bem como para distinguir serviços meritórios e virtudes cívicas. Pode ser conferida a pessoas físicas ou jurídicas, nacionais ou estrangeiras.
Além dos graus mencionados acima, é conferida uma Insígnia da Ordem às corporações militares ou às instituições civis, as quais será aposta em suas bandeiras ou estandartes, sem atribuição de graus.

## Regulamento
Os agraciados com a Ordem do Rio Branco são classificados no Quadro Ordinário, constituído pelos funcionários da ativa da carreira diplomática, e no Quadro Suplementar, composto pelos mesmos funcionários quando aposentados; e por todos os demais agraciados. O Quadro Ordinário tem limites de vaga para cada grau, com exceção do de Grã-Cruz, e o Quadro Suplementar é ilimitado.
O Quadro Ordinário tem os seguintes efetivos:
Grã-Cruz — sem limite
Grande-Oficial — 180 (cento e oitenta)
Comendador — 180 (cento e oitenta)
Oficial — 140 (cento e quarenta)
Cavaleiro — 100 (cem)
O Quadro Suplementar não tem limitação.
A admissão nos Quadros da Ordem obedece ao seguinte critério:
Quadro Ordinário:
Grã-Cruz — Ministros de 1.ª Classe e Ministros de 2.ª Classe, estes últimos quando comissionados Embaixadores;
Grande-Oficial — Ministros de 2.ª Classe;
Comendador — Conselheiros;
Oficial — Primeiros-Secretários;
Cavaleiro — Segundos e Terceiros-Secretários.
Quadro Suplementar:
Grã-Cruz — Presidente da República, Vice-Presidente da República, Presidente da Câmara dos Deputados, Presidente do Senado Federal, Presidente do Supremo Tribunal Federal, Ministros de Estado, Governadores dos Estados da União e do Distrito Federal, Almirantes, Marechais, Marechais-do-Ar, Almirantes-de-Esquadra, Generais-de-Exército, Tenentes-Brigadeiros-do-Ar, Embaixadores estrangeiros e outras personalidades de hierarquia equivalente.
Grande-Oficial — Senadores e Deputados Federais, Ministros do Supremo Tribunal Federal e demais membros dos Tribunais Superiores, Enviados Extraordinários e Ministros Plenipotenciários estrangeiros, Presidentes das Assembleias Legislativas, Vice-Almirantes, Generais-de-Divisão, Majores-Brigadeiros e outras personalidades de hierarquia equivalente.
Comendador — Secretários dos Governos dos Estados da União e do Distrito Federal, Conselheiros de Embaixada ou Legação estrangeiras, Cônsules-Gerais de carreira estrangeiros, Contra-Almirantes, Generais-de-Brigada, Brigadeiros, Juízes de Segunda Instância, Professores Catedráticos, Cientistas, Presidentes de Associações Literárias, Científicas, Culturais e Comerciais e funcionários de igual categoria do Serviço Público Federal, Estadual ou Municipal.
Oficial — Professores de Universidade, Juízes de Primeira Instância, Promotores Públicos, Oficiais Superiores das Forças Armadas, Escritores, Primeiros-Secretários de Embaixada ou Legação estrangeiras e funcionários do Serviço Público Federal, Estadual ou Municipal.
Cavaleiro — Oficiais das Forças Armadas, Segundos e Terceiros-Secretários de Embaixada ou Legação estrangeiras, Cônsules de carreira estrangeiros, Professores de cursos secundários, funcionários do Serviço Público Federal, Estadual ou Municipal, artistas e desportistas.

## Insígnia

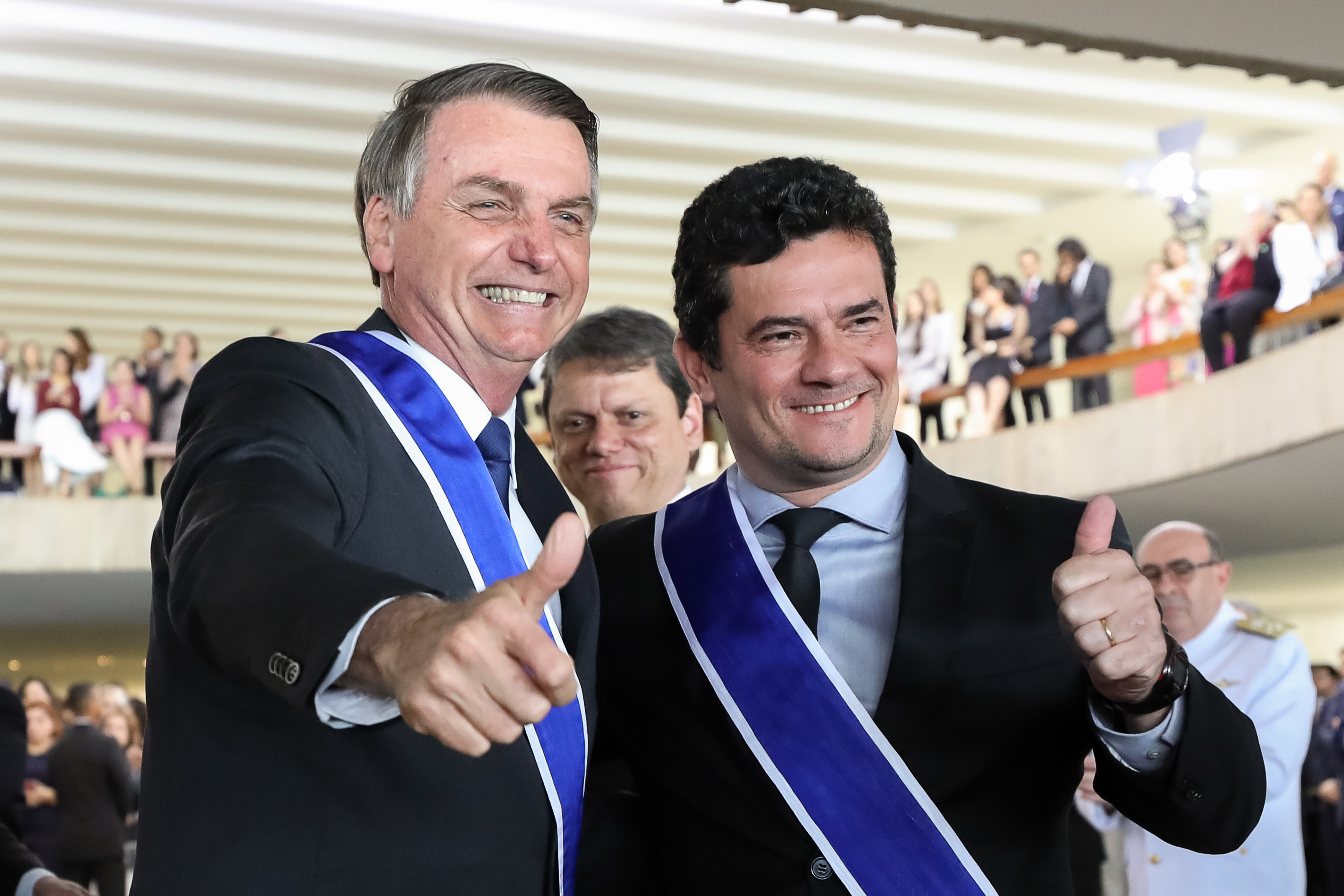
Jair Bolsonaro e o então ministro da Justiça Sergio Moro durante cerimônia de imposição de insígnias da Ordem de Rio Branco em abril de 2019.

A insígnia da Ordem é uma cruz de quatro braços e oito pontas esmaltadas de branco, tendo no centro a esfera armilar, em prata dourada, inscrita, num círculo de esmalte azul, a legenda Ubique Patriae Memor, do mesmo metal. No reverso dourado, as datas 1845-1912." (Art. 2º do Regulamento)
A expressão em latim Ubique Patriae Memor  foi extraída do ex-libris do Barão do Rio Branco e se traduz como "Em qualquer lugar, terei sempre a Pátria em minha lembrança". Os anos que aparecem no reverso da insígnia são os de nascimento e morte do Barão.
A Grã-Cruz consta da insígnia pendente de uma faixa de cor azul-escuro orlada de branco, passada a tiracolo, da direita para a esquerda, e de uma placa em prata dourada com a mesma insígnia, a qual deve ser usada do lado esquerdo do peito. O Grande Oficialato consta da insígnia pendente de uma fita colocada em volta do pescoço e da placa em prata. A Comenda consta da insígnia pendente de uma fita colocada em volta do pescoço. O Oficial e o Cavaleiro, da insígnia pendente de uma fita colocada ao lado esquerdo do peito, sendo a do primeiro dourada, com uma roseta na fita, e a do segundo em prata.
No traje diário, os agraciados com Grã-Cruz, Grande Oficialato e Comenda podem usar, na lapela, uma roseta com as cores da Ordem sobre fita de metal dourada, prateado-dourado e prateado, respectivamente; os agraciados com Oficial podem usar, na lapela, uma roseta e os com Cavaleiro, uma fita estreita.
| Barretas | Barretas  | Barretas | Barretas   | Barretas       | Barretas |
| -------- | --------- | -------- | ---------- | -------------- | -------- |
| Medalha  | Cavaleiro | Oficial  | Comendador | Grande Oficial | Grã-Cruz |

## Conselho

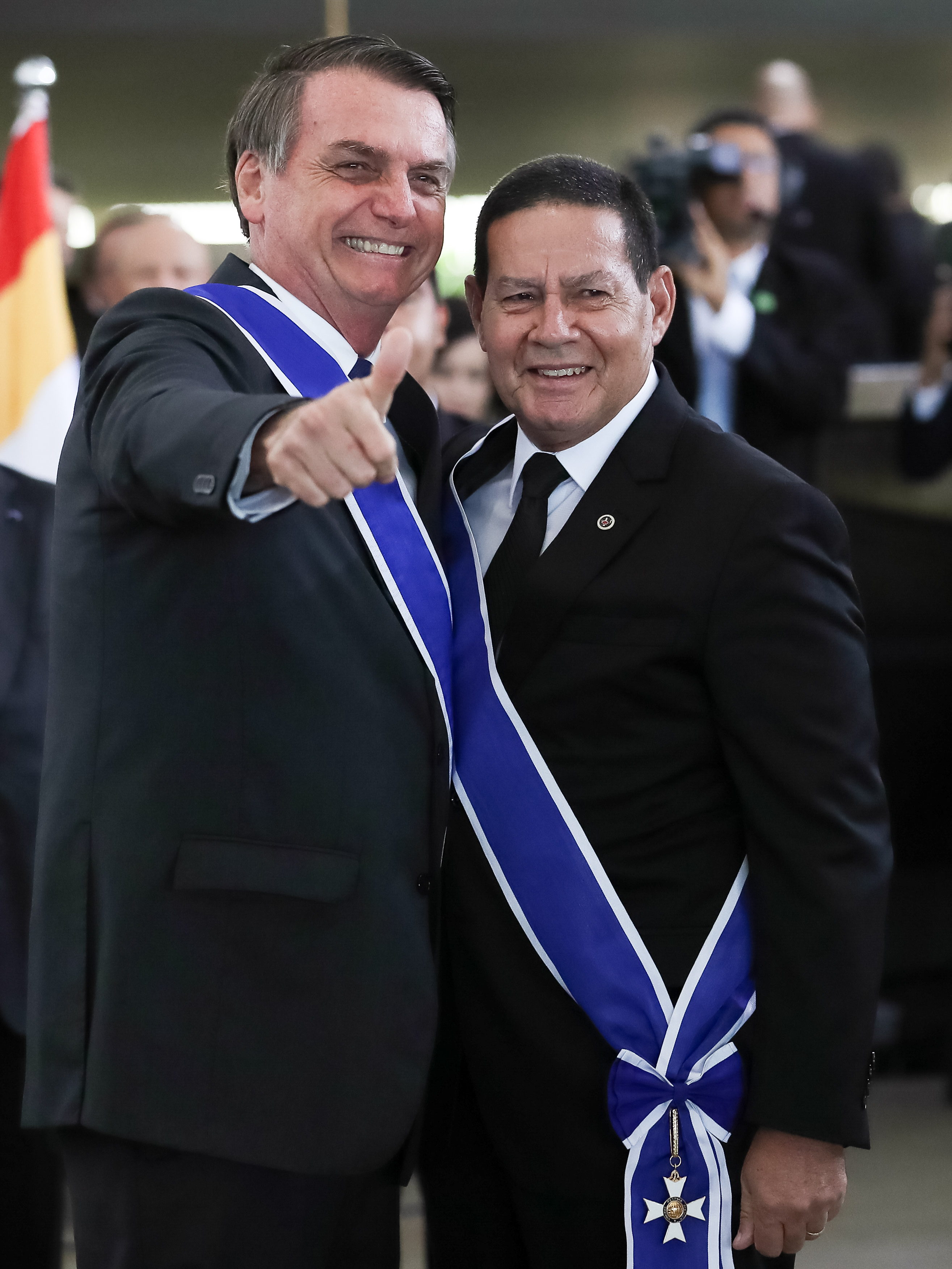
Jair Bolsonaro e o vice-presidente Hamilton Mourão durante Cerimônia de Imposição de Insígnias da Ordem do Rio Branco.

Compete ao Conselho da Ordem do Rio Branco aprovar ou rejeitar as propostas que lhe forem encaminhadas, velar pelo prestígio da Ordem e pela fiel execução do Regulamento, propor as medidas que se tornarem indispensáveis ao bom desempenho de suas funções, redigir o seu regimento interno, aprovar as alterações do regulamento e suspender o direito de usar a insígnia por motivo de condenação judiciária ou prática de atos contrários ao sentimento de honra e à dignidade nacional.
O Conselho da Ordem se reúne anualmente entre 15 e 30 de janeiro, podendo, em casos excepcionais, ser convocado para reuniões extraordinárias.
O Conselho da Ordem do Rio Branco  é formado pelas seguintes autoridades:
- Presidente da República (Grão-Mestre da Ordem).
- Ministro de Estado das Relações Exteriores (Chanceler da Ordem).
Membros do Conselho:
- Ministro-Chefe da Casa Civil da Presidência da República.
- Chefe do Gabinete de Segurança Institucional da Presidência da República.
- Secretário-Geral do Ministério das Relações Exteriores.
Secretário do Conselho:
- Chefe do Cerimonial do Ministério das Relações Exteriores.

## Agraciados
- Grã-Cruz
  - Alexandre de Moraes[3]
  - Abdelouahed Belkeziz
  - Alfredo Pareja Diezcanseco
  - Ban Ki-moon
  - Édouard Guillaud
  - Rosângela da Silva
  - Frederico X da Dinamarca[4]
  - Jean-Paul Paloméros
  - Mako Komuro, anteriormente Princesa Mako de Akishino
  - Maria Barroso
  - Olavo de Carvalho[5]
  - Onno Hattinga van't Sant
  - Pierre-François Forissier
  - Madalena, Duquesa da Helsíngia e Gestrícia[6][7][8]
  - Carlos Filipe, Duque da Varmlândia[7][8]
  - Sadao Watanabe[9]
  - Sergio Moro [10]
  - Vasco Joaquim Rocha Vieira
  - Masako do Japão
- Grande Oficial
  - Benedito Antônio de lima
  - Beatriz Consuelo
  - Caio Mário Paes de Andrade [11]
  - Duarte de Freitas do Amaral
- Comendador
  - Álvaro de Vasconcelos
  - Andrew Parsons (administrador esportivo)
  - António Costa
  - Ayrton Senna
  - Celso Antunes
  - Edmond Safra
  - Ester Kosovski
  - Eunice Paiva
  - Evaristo de Miranda
  - Gerard Béhague
  - Gilbert Forray
  - Graciano García García
  - Gilberto Gil
  - Laurindo Almeida
  - Luiz Bevilacqua
  - Maria de Lourdes Belchior
  - Richard Descoings
  - Riordan Roett
  - Silvio Barbato
  - Simona Miculescu
  - Toots Thielemans
  - Marta (futebolista)
- Oficial
  - Leônidas da Silva
  - Roberto Ladijanski
  - Cafu
  - Nelson Motta
  - Inversin Alexandru
  - Grzegorz Hajdarowicz
  - Maria da Conceição Tavares
  - Ricardo Stuckert[12]
- Cavaleiro
  - Charlie Byrd
  - Pelé
  - Ryuichi Sakamoto
  - Artur Vitoria[13]
- Medalha
- (Classe desconhecida)
  - Renato Aragão
  - Elizabeth Bishop
  - Yeda Pessoa de Castro
  - Alfredo Chiaradía
  - Eli Whitney Debevoise II
  - Nahum Goldmann
  - José Graziano da Silva
  - Enrique V. Iglesias
  - Ivan Izquierdo
  - Milinda Moragoda
  - Airto Moreira
  - Marlos Nobre
  - Fayga Ostrower
  - Flora Purim
  - Ciro de Quadros
  - Marcelo Sánchez Sorondo
  - Edouard Saouma
  - Mario Silva (político)
  - Peter Sutherland
  - Vladimir Vasiliev (dançarino)
  - Inger Wikström
  - Jimmy Alberto Voss Donamari: Medalha do Mérito [14]